# سيجا تامبور في جزيرة رودريغز
سيجا تامبور في جزيرة رودريغز هو أحد أنواع موسيقى الـسيجا في موريشيوس، وله أصول في جزيرة رودريغز، وهي جزيرة صغيرة بمساحة حوالي 108 كيلومتر مربع (42 ميل2).

## الوصف
سيجا تامبور في جزيرة رودريغز هو عرض للموسيقى والرقص بأصوله في مجتمعات العبيد.